# Bărbătești (Gorj)
Bărbăteşti é uma comuna romena localizada no distrito de Gorj, na região de Oltênia. A comuna possui uma área de 37.74 km² e sua população era de 1788 habitantes segundo o censo de 2007.